# 이온화 에너지

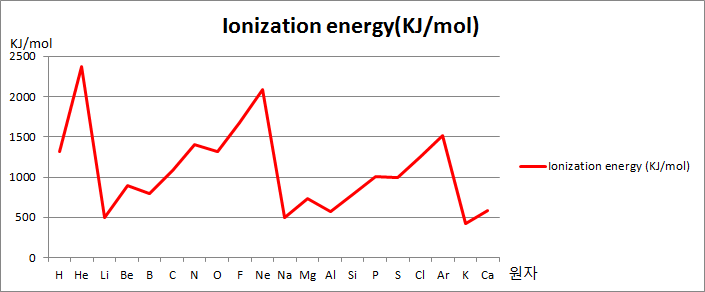
20개 원소의 일차이온화에너지

이온화 에너지(ionization energy) 또는 이온화 퍼텐셜은 원자나 분자에서 전자를 떼어내는 데 드는 에너지를 말한다. 이온화 에너지가 클수록 그 입자는 전자를 잃기가 더 어려운 것으로 해석된다.
가리움 효과와, 유효 핵전하의 변화로 인해 주기율표 상에선 이온화 에너지는 오른쪽 위로 갈수록(즉, 주기가 감소하고 족이 증가할수록) 증가하는 경향을 보여주지만, 이 경향성은 2족과 13족, 15족과 16족 사이에선 역전되는 경향을 보여주는데, 이는 그 지점에서, 해당 원자의 맨 마지막 전자가 들어간 오비탈이 바뀌기 때문이다.
2족은 s오비탈에 2개의 원자가 전자를 갖지만 13족은 s오비탈에 2개, p오비탈에 1개의 전자를 갖는데, 쌓음 원리에 의해 안정된 s오비탈의 전자를 떼어내는 것이 p오비탈의 전자를 떼어내는 것보다 더 어렵기 때문이다.
또 15족은 각각의 p오비탈 세부구조(px오비탈, py오비탈, pz오비탈)에 1개씩의 전자를 갖지만 16족은 앞에서 서술한 세 세부구조 중 하나에 두 개의 전자를 갖게 되는데, 훈트의 규칙에 의해 각각의 오비탈 세부구조는 가능한 한 적은 수의 전자를 가지려 하기 때문에 최외각 오비탈에 전자를 2개 포함한 오비탈을 갖고 있는 16족에서 전자를 떼어내는 것이 모든 최외각 오비탈에 전자가 1개씩만 들어 있는 15족에서 전자를 떼어내는 것보다 더 쉽기 때문이다.

## n차 이온화 에너지
n차 이온화 에너지는 하나의 원자나 분자에서 n-1개의 전자를 떼어낸 후 n번째 전자를 떼어내는 데 드는 에너지이다.
이것의 변화 패턴을 조사하여 원자의 족을 파악하기도 하는데, n차 이온화 에너지는 주양자수가 줄어드는(즉, 전자 껍질의 개수가 줄어드는) 지점에서 그 전까지의 증가율에 비해 아주 큰 폭으로 증가함을 이용한 것이다. 쉽게 설명하면, n차 이온화 에너지는 (n = (그 단계의 껍질에 들어 있는 총 전자 수) + 1)의 지점에서 급격히 커지는 것으로 보면 된다.

## 이온화 에너지의 측정
광전자 분광학을 이용하여 측정할 수 있다.

## 같이 보기
- 원소의 이온화 에너지